# Kerala Congress

Parteiflagge des Kerala Congress

Wahlsymbol des Kerala Congress (M)

Unter dem Namen Kerala Congress (KC, Malayalam കേരള കോൺഗ്രസ്) firmieren verschiedene regionale politische Parteien mit Schwerpunkt im südindischen Bundesstaat Kerala. Als heutige hauptsächliche Nachfolgepartei des historischen, 1964 gegründeten Kerala Congress kann der Kerala Congress (Mani) gelten.

## Parteigeschichte
Die Partei mit Namen Kerala Congress wurde im Oktober 1964 von ehemaligen Angehörigen des Indischen Nationalkongresses unter der Führung von K. M. George gegründet. Ihren traditionellen Schwerpunkt hatte sie in der Region Travancore in Kerala, wo besonders Thomaschristen zu ihren Anhängern zählen. In der Partei waren jedoch alle Bevölkerungsschichten und Religionen vertreten. Sie setzte sich vor allem für die speziellen regionalen Belange von Kerala und dort nach eigenem Bekunden für die „arbeitenden Klassen“ ein.
Im Laufe der Parteigeschichte kam es zu vielfachen Abspaltungen von einzelnen Gruppen, die danach die Bezeichnung Kerala Congress beibehielten. Zur Unterscheidung wird deswegen üblicherweise der Name des jeweiligen Vorsitzenden, die Abkürzung des Namens oder ein Attribut in Klammern hinzugefügt. In Analogie dazu wurde auch der ursprüngliche Kerala Congress nach dem letzten Vorsitzenden P. J. Joseph als Kerala Congress (Joseph) oder Kerala Congress (J) bezeichnet.
Die größten (zum Teil nur vorübergehenden) Abspaltungen vom ursprünglichen Kerala Congress sind bzw. waren:
- Kerala Congress (Mani) oder Kerala Congress (M), KC(M), unter K. M. Mani (Abspaltung 1969, im Jahr 2010 mit dem ursprünglichen Kerala Congress wiedervereinigt)[2][3]
- Kerala Congress (Balakrishna Pillai) oder Kerala Congress (B), KC(B), unter R. Balakrishna Pillai
- Kerala Congress (Jacob), KC(J), unter Johnny Nellore (Abspaltung 1993)
- Kerala Congress (Secular), KC(G), unter P. C. George  (vereinigte sich 2009 mit dem Kerala Congress (M))[4]
- Kerala Congress (Socialist), KC(S), eine Abspaltung von Kerala Congress (Secular) (schloss sich 2010 Janata Dal (Secular) an)[5]
- Kerala Congress (Nationalist), KC(N), eine Abspaltung von Kerala Congress (M)

Die verschiedenen Splittergruppen haben sich zum Teil gegensätzlichen Parteienkoalitionen angeschlossen. Beispielsweise war der Kerala Congress (Socialist) bis 2009 Teil der Left Front, während der Kerala Congress (Joseph) Teil der United Progressive Alliance (UPA) war. Kerala Congress (Nationalist) trat bei der Wahl 2014 im Verbund der National Democratic Alliance (NDA) an.
Im Jahr 2010 fusionierte der Kerala Congress unter seinem damaligen Vorsitzenden P. J. Joseph („Kerala Congress (Joseph)“) mit dem Kerala Congress (Mani) unter K. M. Mani. Die fusionierte Partei erhielt nach Entscheidung der Indischen Wahlkommission nicht den Namen Kerala Congress, den verschiedene andere Gruppierungen auch beanspruchten, sondern den Namen Kerala Congress (M). Auch das Parteisymbol der Partei wurde nicht das Fahrrad des Kerala Congress, sondern die zwei Blätter des Kerala Congress (Mani). Parteivorsitzender ist heute (2014) K. M. Mani.